# نادي المعجبين

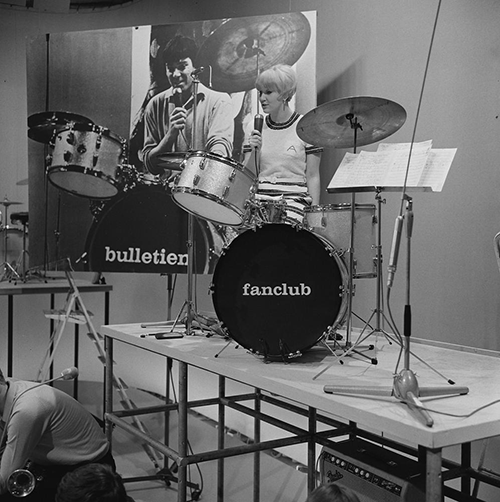

نادي المعجبين هو مجموعة من الأشخاص المعجبين والمهتمين بمجموعة من المشاهير، أو بفكرة (مثل كائن غير متحرك، أو مبنى مشهور). يتم تشغيل معظم أندية المعجبين من قبل المعجبين الذين يكرسون الكثير من الوقت والموارد لدعم محطِّ اهتمامهم. هناك أيضا أندية للمعجبين «الرسميين» التي يديرها شخص يرتبط بالمشهور أو بالمنظمة المسؤولة عنه، كما هو الحال بالنسبة للعديد من الموسيقيين والفرق الرياضية، إلخ. 
يرتبط اسم النادي غالبًا باسم موضوع اهتمام الأعضاء الذي يربطهم معًا، فمثلًا، الهولنديون، الذين يدعمون توم هولاند، يمثلون ناديًا للمعجبين.  
عادة ما يكون لدى الأشخاص في هذا النادي شعارٌ يظهر إما على قميص موحَّدٍ أو على دبوسٍ للإشارة إلى هذا النادي الذي يمثلون جزءًا منه، توزَّع هذه الشعارات كتضامن مع محطِّ اهتمامهم وكإشارةٍ للنادي وانتمائهم إليه. 

## الاشتقاق
أصل مصطلح المعجبين هو الإشارة إلى أحد المعجبين المكرسين أنفسهم لأبطالهم. ظهرت هذه الكلمة في القرن التاسع عشر بين عشاق الرياضة المعاصرين، كما هو الحال في «معجبو البيسبول» وهو مؤشر على تفاني أعضاء نادي المعجبين.
قد يصل هذا الإعجاب إلى مرحلةٍ من التعصُّبِ تجاه الأندية الأخرى أحيانًا. 

## المهام
تقوم نوادي المعجبين الكبيرة بتنظيم الفعاليات وجمع التبرعات. وفي بعض الحالات، تذهب الأموال التي يتم جمعها مباشرة إلى أعضاء النادي أو تمويل للنادي نفسه، وقد تذهب لدعم قضية معينة. 
هناك نوعان رئيسيان من نوادي المعجبين، النوع الأول يضم النّوادي التي تتطلب أندية المعجبين التي تتطلب تسجيلًا رسميًا رسوم عضوية، وهناك أندية مشجّعة لا تتطلب عملية تسجيل رسمية مع رسوم اشتراكٍ، نوادي المعجبين المختلفة لديها أنظمة مختلفة، ولكن معظم الأندية لديها رسوم عضوية سنوية. ويتم استخدام هذه الرسوم لتشغيل النادي وخدماته، فمثلا إذا كانت نوادي المعجبين لبعض العلامات التجارية للأزياء، فيجوز استخدام هذه الرسوم للإعلان.

## الإنترنت
لدى العديد من نوادي المعجبين مواقع ويب لدعم نواديهم. عادة ما يكون لهذه المواقع صور ومعلومات عن معجبيهم. على سبيل المثال، قد يحتوي موقع لنادي معجبين بالموسيقيين على صور ومقاطع فيديو ولوحات مناقشة ومعلومات حول الحفلات القادمة لهؤلاء الموسيقين.
تنمو أعداد اندية المعجبين بفضل التقدم التكنولوجي والتأثيرات على وسائل التواصل الاجتماعي.